# Gaius Asinius Lepidus Praetextatus
Gaius Asinius Lepidus Praetextatus war ein römischer Politiker und Senator des 3. Jahrhunderts n. Chr.
Praetextatus ist Sohn des Asinius Lepidus, der das Suffektkonsulat innehatte und als Statthalter von Cappadocia diente. Im Jahre 242 war Praetextatus consul ordinarius zusammen mit C. Vettius Gratus Atticus Sabinianus. In der Historia Augusta wird erwähnt, dass Gordian III. während des Konsulats der beiden Männer den Janustempel geöffnet haben soll, um dann gegen die Perser zu ziehen.